# Paroppia hawaiiensis
Paroppia hawaiiensis är en kvalsterart som beskrevs av J. och P. Balogh 1983. Paroppia hawaiiensis ingår i släktet Paroppia och familjen Oppiidae. Inga underarter finns listade i Catalogue of Life.